# Callimedusa atelopoides
Phyllomedusa atelopoides é uma espécie de anuro arborícola na família Phyllomedusidae. É encontrado na Bolívia, Brasil, Peru e possivelmente Colômbia e Equador. Os seus habitats naturais são: regiões subtropicais ou tropicais húmidas de baixa altitude e brejos de água doce intermitentes. P. atelopoides é cerca de 37 mm. de comprimento, e está ameaçada por perda de habitat.